# Runcinia grammica
Runcinia grammica là một loài nhện trong họ Thomisidae.
Loài này thuộc chi Runcinia. Runcinia grammica được Carl Ludwig Koch miêu tả năm 1837.

## Hình ảnh

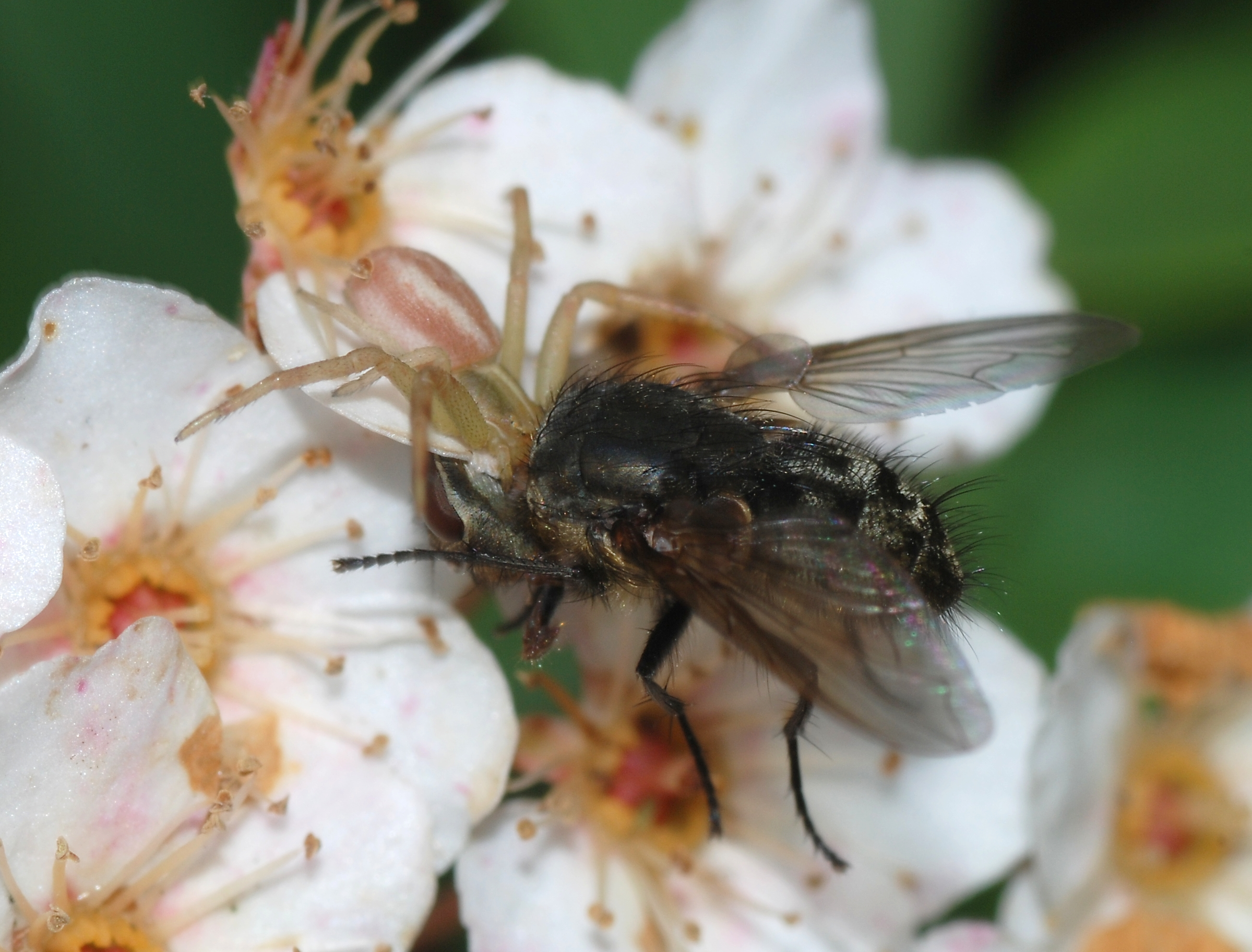
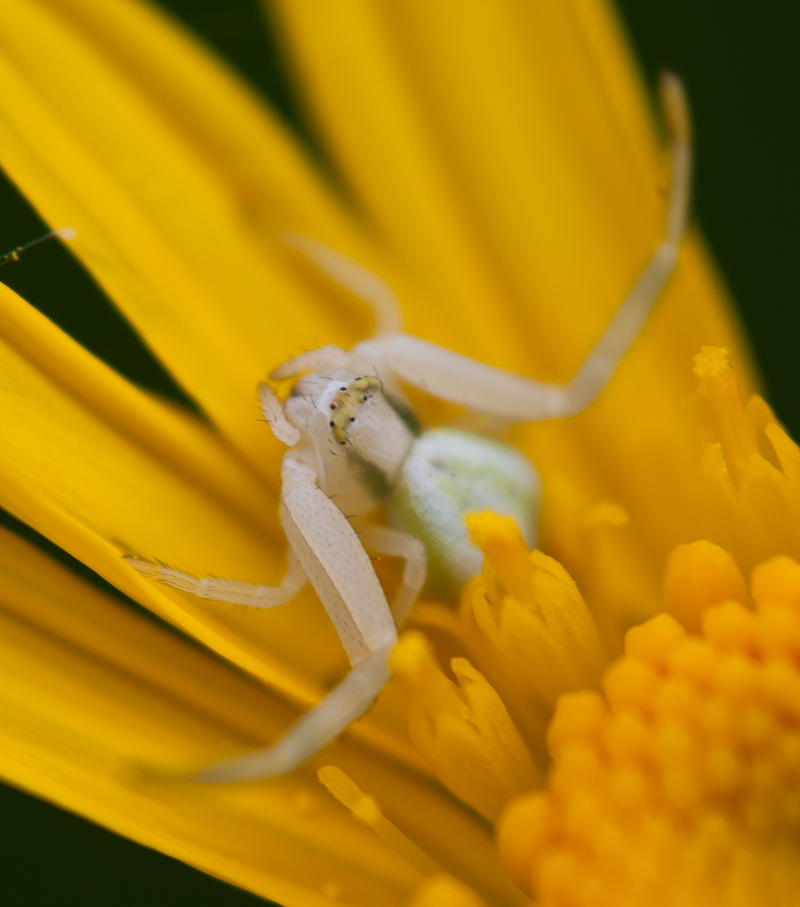
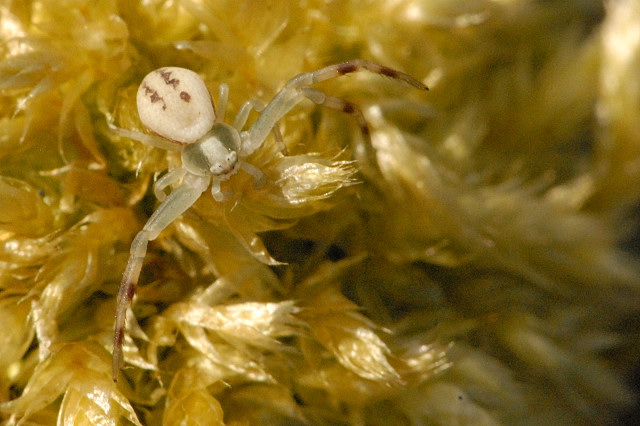